# 蘇聡
蘇 聡（スー・ツォン、Su Cong、1957年 - ）は、中華人民共和国・天津出身の作曲家。

## 経歴
1978年から1982年まで北京の当時の倍率1000倍上の中央音楽学院で学び、1982年にドイツのミュンヘン音楽大学でディッタ―・アッカ―に師事・留学。1985年からミュンヘン音楽大学で音楽理論・楽曲分析・映画音楽・バレエ音楽の講師を務め、アウクスブルク大学の講師を兼ねる。同じく北京音楽院の作曲科で教える親の紹介で行った1987年のベルナルド・ベルトルッチの映画『ラストエンペラー』で坂本龍一・デヴィッド・バーンとともにアカデミー作曲賞、グラミー賞 映画・テレビサウンドトラック部門を受賞。1991年からシュトゥットガルト近郊のルートヴィックスブルクに新たに設立されたバーデン＝ヴュルテンベルク州映画大学で映像音楽の教授を務めている。
アジア映画の作曲が主である。北京とボーデン湖畔とイタリアのルッカで生活している。